# Нарожники (Великопольське воєводство)
Нарожники (пол. Narożniki, нім. Groß Naroschnik, 1939-45: Eckenwalde) — село в Польщі, у гміні Раконевиці Ґродзиського повіту Великопольського воєводства.
Населення — 109 осіб (2011).
У 1975-1998 роках село належало до Познанського воєводства.

## Демографія
Демографічна структура станом на 31 березня 2011 року:
|          | Загалом | Допрацездатний вік | Працездатний вік | Постпрацездатний вік |
| -------- | ------- | ------------------ | ---------------- | -------------------- |
| Чоловіки | 53      | 12                 | 38               | 3                    |
| Жінки    | 56      | 15                 | 30               | 11                   |
| Разом    | 109     | 27                 | 68               | 14                   |